# Реплянска овца
Реплянска овца е българска порода овце с предназначение добив на вълна, мляко и месо.

## Разпространение
Породата е разпространена в стопанства в селища, намиращи се в района на западната част на Стара планина предимно в района около градовете Монтана и Белоградчик. Името ѝ произлиза от село Репляна, в района на което е създадена посредством народна селекция.
Към 2008 г. броят на представителите на породата е бил 3663 индивида.
Рисков статус – уязвима.

## Описание
Овцете са дребни с правоъгълно тяло. Имат средно дълбоки и средно тесни гърди. Главата е с прав профил зарунена до очната линия. Мъжките са с добре развити рога. Женските са безроги и рядко имат малки рога. Ушите са изправени и средно големи. Опашката е тънка и зарунена. Копитата са здрави.
Руното е предимно затворено. По незарунените области около очите се срещат цветни петна.
Овцете са с тегло 36 – 48 kg, а кочовете 70 – 85 kg. Средният настриг на вълна е 3 – 4 kg при овцете и 5,5 kg при кочовете. Плодовитостта е в рамките на 120 – 130%. Средната млечност за доен период е 70 – 90 l.